# Texas National Guard

Logo der Texas Army National Guard

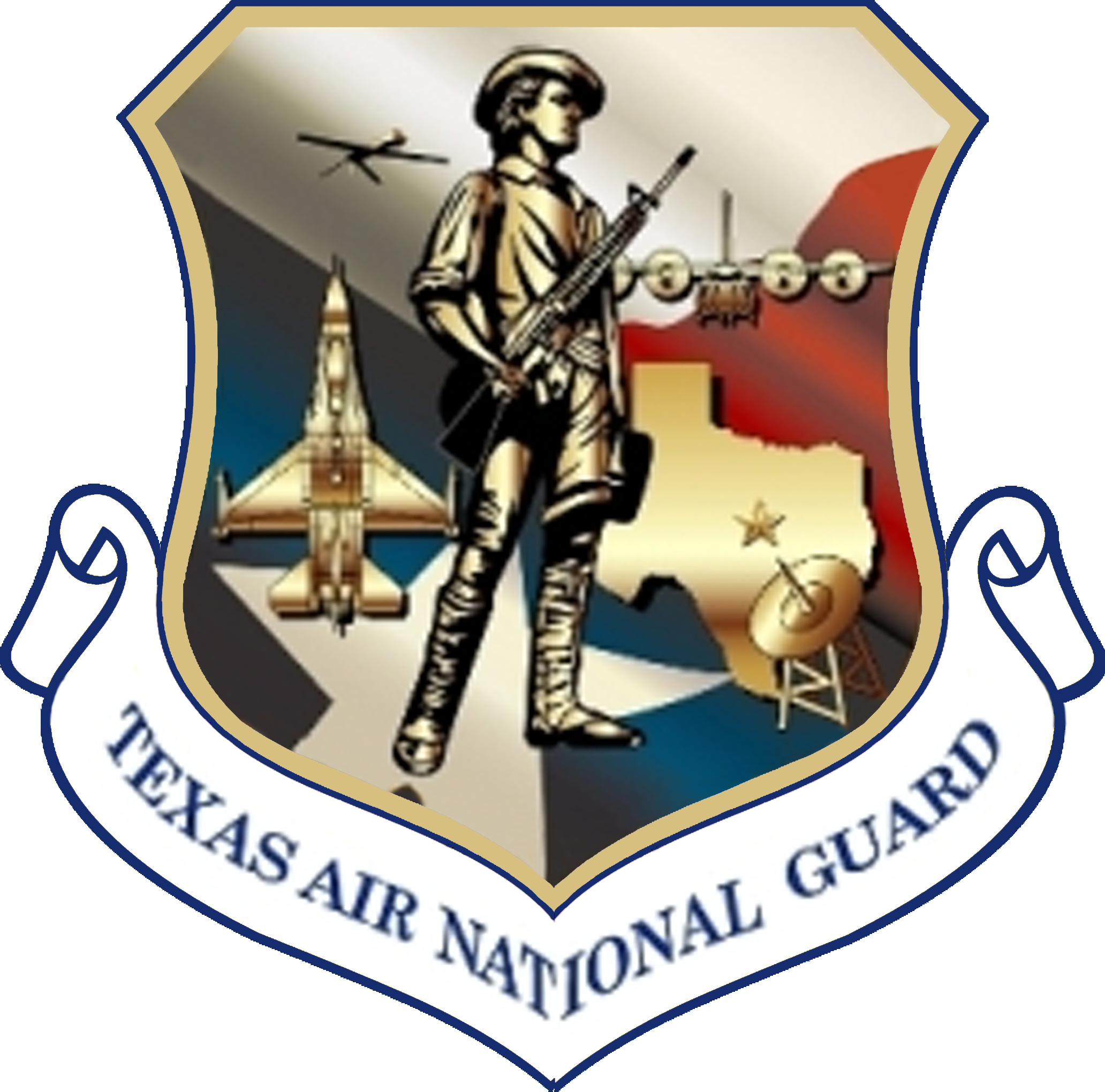
Logo der Texas Air National Guard

Die Texas National Guard des Bundesstaates Texas gehört zu den Texas Military Forces und ist Teil der im Jahr 1903 aufgestellten Nationalgarde der Vereinigten Staaten (akronymisiert USNG) und somit auch Teil der zweiten Instanz der militärischen Reserve der Streitkräfte der Vereinigten Staaten.

## Organisation
Die Mitglieder der Nationalgarde sind freiwillig Dienst leistende Milizsoldaten, die dem Gouverneur (aktuell Greg Abbott) unterstehen. Adjutant General of Texas ist aktuell Tracy R. Norris. Die Nationalgarden der Bundesstaaten sind seit 1903 bundesgesetzlich und institutionell eng mit der regulären Armee und Luftwaffe verbunden, so dass unter bestimmten Umständen mit Einverständnis des Kongresses die Bundesebene auf sie zurückgreifen kann. Davon zu trennen ist die Staatsgarde, die Texas State Guard (TXSG), die allein dem Bundesstaat verpflichtet ist.

## Geschichte
Die Texas National Guard führt ihre Wurzeln auf die von Stephen F. Austin gegründeten Milizverbände (Texas Militia) des Jahres 1823 und die im Zuge des Texanischen Unabhängigkeitskrieges 1835 gegründeten Texas Rangers zurück. Mit der Annexion von Texas am 19. Februar 1845 wurden die Milizverbände in die Vereinigten Staaten integriert. 59.000 Milizionäre waren am Mexikanisch-Amerikanischen Krieg von 1846 bis 1848 auf US-Seite beteiligt. Texas trat noch vor dem Beginn des Sezessionskrieges aus der Union aus und schloss sich den Anfang Februar 1861 gegründeten Konföderierten Staaten von Amerika an. Texanische Milizverbände kämpften aber auf beiden Seiten der Front. Der Prozess der Reconstruction endete für Texas am 30. März 1870. Seit dem Militia Act (1903) sind die Milizverbände der Bundesstaaten  bundesgesetzlich und institutionell eng mit der regulären Armee und Luftwaffe verbunden und leisteten ihren Dienst sowohl im Ersten und Zweiten Weltkrieg als auch im Koreakrieg. Zivile Rettungseinsätze betrafen u. a. die Texas-City-Explosion 1947, Hurrikan Katrina und weitere Hurrikans und den Drogenkrieg an der Grenze zu Mexiko.

## Personalstärke und aktuelle Einheiten
Die Texas National Guard besteht aus den beiden Teilstreitkraftgattungen des Heeres und der Luftstreitkräfte, namentlich der Army National Guard und der Air National Guard. Die Texas Army National Guard hat (Stand 2017) eine Personenstärke von 17.270, die Texas Air National Guard eine von 3.086, haben zusammen also eine Personenstärke von insgesamt 20.356. Die Texas Army National Guard ist damit die personenstärkste Nationalgarde in den Vereinigten Staaten.

### Einheiten der Texas Army National Guard
Die wichtigsten Einheiten der Texas Army National Guard sind:
- 36th Infantry Division mit Hauptquartier in Austin, Texas (erstmals aktiv 1917, von 1947 bis 2004 49th Armored Division)
- 56th Infantry Brigade Combat Team
- 72nd Infantry Brigade Combat Team
- 36th Combat Aviation Brigade
- 71st Battlefield Surveillance Brigade
- 36th Sustainment Brigade
- 176th Engineer Brigade
- 136th Maneuver Enhancement Brigade
- 136th Expeditionary Signal Battalion
- 136th Regiment (CA) (Regional Training Institute)

### Einheiten der Texas Air National Guard
Die Texas Air National Guard besteht aus folgenden aktiven Einheiten:
- 149th Fighter Wing in Kelly Field, San Antonio, Texas (aktiv seit 1961)
- 136th Airlift Wing auf der Naval Air Station Joint Reserve Base, Fort Worth, Texas (aktiv seit 1943)
- 147th Attack Wing auf der Ellington Field Joint Reserve Base, Houston, Texas (aktiv seit 1957)
- 254th Combat Communications Group in Hensley Field, Texas (aktiv seit 1952)
- 272nd Engineering Installation Squadron auf der Ellington Field Joint Reserve Base, Houston, Texas
- 204th Security Forces Squadron in Fort Bliss, Texas